# Steve Borg
Steve Borg, né le 15 mai 1988 à Mosta à Malte, est un footballeur international maltais. Il joue au poste de défenseur central aux Ħamrun Spartans.

## Biographie

### En club
En 2005, il signe pour la tenue maltaise locale Mosta. Il y joue jusqu'en 2009.
En 2009, il signe avec La Valette. En six ans, il remporte trois titres de la Premier League maltaise (2011, 2012, 2014) et deux FA Cup maltaises (2010 et 2014).
Après un court séjour à Chypre avec Aris Limassol, il revient à La Valette en 2016, où il passe quatre ans de plus, remportant deux autres titres maltais (2018 et 2019) et une autre Coupe de Malte (2018).
En 2020, il signe un contrat de cinq ans avec l'équipe maltaise de Premier League Gżira United. La même année, il reçoit le prix du joueur maltais de l'année pour ses performances avec La Valette la saison précédente.

### En sélection
Le 7 octobre 2011, il fait ses débuts avec l'équipe nationale de Malte lors du match valable pour la qualification pour les Championnats d'Europe 2012 contre la Lettonie, résulté 2-0  de l'équipe lettone après des buts d'Aleksejs Višņakovs et d'Artjoms Rudņevs,. 
Il a marqué son premier but en équipe nationale le 23 mars 2019 à l'occasion du match Malte-Îles Féroé (2-1), un match valable pour la qualification aux Championnats d'Europe 2020,,. 
En 2020, il a été élu footballeur maltais de l'année par la MFA,.

## Palmarès
Avec Valetta FC (13)
- Championnat maltais (5) :
  - Champion : 2011, 2012, 2014, 2018, 2019
  - Vice-champion : 2010, 2015, 2020
- Coupe de Malte (3) :
  - Vainqueur : 2010, 2014, 2018
  - Finaliste : 2011, 2019
- Supercoupe de Malte (5) : 
  - Vainqueur : 2010, 2011, 2012, 2016, 2018
  - Finaliste : 2014

Avec les Ħamrun Spartans (2)
- Championnat maltais (1) :
  - Champion : 2023
- Supercoupe de Malte (1) : 
  - Vainqueur : 2023

Individuel
- Footballeur maltais de l'année 2020